# Diego Burato
Diego Zeferino Burato (Criciúma, 10 settembre 1988) è un allenatore di calcio a 5 ed ex giocatore di calcio a 5 brasiliano naturalizzato statunitense.

## Carriera
Burato ha iniziato a praticare il calcio a 5 nella società sportiva "Anjos do Futsal" di Criciúma per poi trasferirsi, appena maggiorenne, in Italia. Ha legato buona parte della sua carriera al Montesilvano, di cui è stato anche capitano. Nel 2019 si è trasferito negli Stati Uniti per raggiungere il padre che da tempo si era stabilito in Texas. Qui ha giocato un paio di stagioni nella Major Arena Soccer League di indoor soccer, indossando le maglie di Mesquite Outlaws e Dallas Sidekicks. Ricevuta nel 2022 la cittadinanza statunitense, Burato ha esordito nella selezione statunitense venendo inoltre premiato a fine anno come miglior giocatore del 2022. Due anni più tardi è stato convocato al CONCACAF Futsal Championship 2024. Conclusa la carriera da giocatore, il 28 gennaio 2025 è stato nominato commissario tecnico della nazionale femminile degli Stati Uniti.

## Palmarès
- Campionato italiano: 1

Montesilvano: 2009-10
- Campionato di Serie A2: 1

PesaroFano: 2016-17 (girone A)
- Coppa Italia di Serie A2: 1

PesaroFano: 2016-17
- Campionato di Serie B: 1

Montesilvano: 2013-14 (girone C)
- Coppa Italia di Serie B: 1

Montesilvano: 2013-14